# Otto Carl Friedrich Westphal
Otto Carl Friedrich Westphal (1800 — 1879) foi um médico alemão.
Publicou trabalhos sobre o olho humano e óptica. Investigou a influência do impacto ambiental sobre a visão, incluindo qualidade da luz, postulando sobre a adequação dos óculos de acordo com a atividade humana. Também examinou uma variedade de colírios e tinturas, e inventou a terapia da oclusão, usada atualmente para correção de estrabismo e ambliopia.
Casou com Karoline Friederike Heine, filha de um abastado banqueiro, sendo pai de Carl Friedrich Otto Westphal e avô de Alexander Carl Otto Westphal.